# Мунтяну, Флориан
Флориан Мунтяну (рум. Florian Munteanu; род. 13 октября 1990, Вюрцбург, Германия), также известный как Big Nasty — немецко-румынский актёр и модель, бывший боксёр в тяжёлом весе. Наиболее известен своей ролью Бритвенного кулака в американском супергеройском боевике 2021 года «Шан-Чи и легенда десяти колец» и боксёра Виктора Драго, сына бывшего боксера Советского Союза Ивана Драго, в американской спортивной драме 2018 года «Крид 2», фильм которой был прямым продолжением «Рокки IV» 1985 года.

## Биография
Мунтяну родился в Германии в семье румынских эмигрантов, бежавших от коммунистического режима в 1985 году. Его мать — юрист, а отец — дерматолог и бывший боксер. Мунтяну вырос в Богене, а затем переехал в Мюнхен, чтобы учиться в Университете прикладных наук Hochschule Mittweida. В 2014 году защитил степень бакалавра искусств. Занимался боксом в Германии под псевдонимом «Big Nasty».
Мунтяну сыграл свою первую роль в короткометражном немецко-румынском фильме 2016 года «Богат», снятом в Мюнхене. Первую роль в полнометражном фильме получил в 2018 году, когда Сильвестр Сталлоне искал европейского боксера в тяжелом весе, в продолжении спортивной драмы «Крид 2». Сталлоне обратил внимание на Мунтяну благодаря его тренировочным видео в Интернете и лично продвинул его на эту роль. К тому времени Мунтяну весил 111 кг и ему пришлось сбросить около 9 кг для роли.
Мунтяну живёт в Мюнхене и Лос-Анджелесе. Он является послом бренда Domino's Pizza и SuperKombat, боевой организации, базирующейся в Румынии. Он был представлен на обложках Muscle & Fitness (октябрь 2018) и Men’s Health (декабрь 2018).